# Akkuş Belediye Spor Kulübü 2023-2024
Questa voce raccoglie le informazioni riguardanti l'Akkuş Belediye Spor Kulübü nelle competizioni ufficiali della stagione 2023-2024.

## Stagione
L'Akkuş Belediye Spor Kulübü utilizza la denominazione sponsorizzata Kuşgöz İzmir Vinç Akkuş Bld. nella stagione 2023-24.
Si classifica all'undicesimo posto in Efeler Ligi, mentre in Coppa di Turchia si spinge fino ai quarti di finale, dove viene eliminato dal Fenerbahçe.

## Organigramma societario
Area direttiva
- Presidente: Soner Efil

Area tecnica
- Allenatore: Aykut Lale
- Allenatore in seconda: Fatih Gür
- Scoutman: Çağrı Yavuz

## Rosa
| N° | Nome               | Ruolo | Data di nascita   | Nazionalità sportiva |
| -- | ------------------ | ----- | ----------------- | -------------------- |
| 1  | Mikkel Hoff        | P     | 15 ottobre 2001   | Danimarca            |
| 3  | Burak Köse         | P     | 5 luglio 1994     | Turchia              |
| 4  | Ahmet Büyükgöz     | S     | 1º giugno 2000    | Turchia              |
| 5  | Atakan Topal       | C     | 1º gennaio 2000   | Turchia              |
| 6  | Halit Kurtuluş     | C     | 26 giugno 2002    | Turchia              |
| 7  | Can Koç            | O     | 29 aprile 2003    | Turchia              |
| 8  | Furkan Aydın       | C     | 15 gennaio 1997   | Turchia              |
| 9  | Mustafa Çervatoğlu | P     | 4 febbraio 2000   | Turchia              |
| 10 | Batuhan Yurdagül   | L     | 5 febbraio 2001   | Turchia              |
| 11 | Umut Özdemir       | L     | 1º settembre 1991 | Turchia              |
| 12 | Arda Bostan        | P     | 13 gennaio 2002   | Turchia              |
| 13 | Svetoslav Ivanov   | S     | 10 luglio 2000    | Bulgaria             |
| 17 | Berke Yetkin       | S     | 11 settembre 1998 | Turchia              |
| 19 | Bradley Gunter     | O     | 5 dicembre 1993   | Canada               |
| 22 | Enes Atlı          | S     | 5 novembre 1996   | Turchia              |
| 52 | Ali Öztürk         | C     | 28 luglio 2004    | Turchia              |

## Statistiche

### Statistiche di squadra
| Competizione     | Punti | In casa | In casa | In casa | In trasferta | In trasferta | In trasferta | Totale | Totale | Totale |
| Competizione     | Punti | G       | V       | P       | G            | V            | P            | G      | V      | P      |
| ---------------- | ----- | ------- | ------- | ------- | ------------ | ------------ | ------------ | ------ | ------ | ------ |
| Efeler Ligi      | 27    | 13      | 4       | 9       | 13           | 5            | 8            | 26     | 9      | 17     |
| Coppa di Turchia | 4     | 0       | 0       | 0       | 1            | 0            | 1            | 4      | 2      | 2      |
| Totale           | -     | 13      | 4       | 9       | 14           | 5            | 9            | 30     | 11     | 19     |

G = partite giocate; V = partite vinte; P = partite perse

### Statistiche dei giocatori
| Giocatore     | Campionato | Campionato | Campionato | Campionato | Campionato | Coppa di Turchia | Coppa di Turchia | Coppa di Turchia | Coppa di Turchia | Coppa di Turchia | Totale | Totale | Totale | Totale | Totale |
| Giocatore     | P          | PT         | AV         | MV         | BV         | P                | PT               | AV               | MV               | BV               | P      | PT     | AV     | MV     | BV     |
| ------------- | ---------- | ---------- | ---------- | ---------- | ---------- | ---------------- | ---------------- | ---------------- | ---------------- | ---------------- | ------ | ------ | ------ | ------ | ------ |
| E. Atlı       | 21         | 224        | 195        | 17         | 12         | 2                | 28               | 25               | 3                | 0                | 23     | 252    | 220    | 20     | 12     |
| F. Aydın      | 20         | 101        | 63         | 28         | 10         | 4                | 24               | 16               | 8                | 0                | 24     | 125    | 79     | 36     | 10     |
| A. Bostan     | 12         | 34         | 9          | 18         | 7          | 1                | 2                | 0                | 0                | 2                | 13     | 36     | 9      | 18     | 9      |
| A. Büyükgöz   | 23         | 111        | 92         | 13         | 6          | 4                | 28               | 22               | 4                | 2                | 27     | 139    | 114    | 17     | 8      |
| M. Çervatoğlu | 11         | 16         | 5          | 8          | 3          | 3                | 4                | 1                | 1                | 2                | 14     | 20     | 6      | 9      | 5      |
| B. Gunter     | 25         | 423        | 365        | 36         | 23         | 4                | 85               | 75               | 5                | 5                | 29     | 508    | 440    | 41     | 28     |
| M. Hoff       | 13         | 20         | 4          | 13         | 3          | 2                | 4                | 2                | 2                | 0                | 15     | 24     | 6      | 15     | 3      |
| S. Ivanov     | 25         | 348        | 301        | 23         | 24         | 4                | 59               | 47               | 6                | 6                | 29     | 407    | 348    | 29     | 30     |
| C. Koç        | 19         | 67         | 61         | 2          | 4          | 3                | 3                | 3                | 0                | 0                | 22     | 70     | 64     | 2      | 4      |
| B. Köse       | 9          | 3          | 1          | 0          | 2          | 1                | 0                | 0                | 0                | 0                | 10     | 3      | 1      | 0      | 2      |
| H. Kurtuluş   | 15         | 117        | 58         | 51         | 8          | 1                | 9                | 6                | 3                | 0                | 16     | 126    | 64     | 54     | 8      |
| U. Özdemir    | 25         | 0          | 0          | 0          | 0          | 4                | 0                | 0                | 0                | 0                | 29     | 0      | 0      | 0      | 0      |
| A. Öztürk     | 16         | 50         | 27         | 14         | 9          | 1                | 1                | 1                | 0                | 0                | 17     | 51     | 28     | 14     | 9      |
| A. Topal      | 16         | 65         | 41         | 15         | 9          | 3                | 16               | 8                | 7                | 1                | 19     | 81     | 49     | 22     | 10     |
| B. Yetkin     | 18         | 18         | 13         | 3          | 2          | 3                | 0                | 0                | 0                | 0                | 21     | 18     | 13     | 3      | 2      |
| B. Yurdagül   | 26         | 0          | 0          | 0          | 0          | 4                | 1                | 1                | 0                | 0                | 30     | 1      | 1      | 0      | 0      |

P = presenze; PT = punti totali; AV = attacchi vincenti; MV = muri vincenti; BV = battute vincenti